# Epitaph für Johannes Wilhelm von Rechberg von Hohenrechberg
Das Epitaph für Johannes Wilhelm von Rechberg von Hohenrechberg († 9. November 1620 in Rakonitz, Königreich Böhmen) befindet sich in St. Peter, der ältesten Pfarrkirche Münchens, im südlichen Seitenschiff an der Westwand der zweiten Seitenkapelle.
Johannes Wilhelm Rechberg von Hohenrechberg entstammte dem schwäbischen Adelsgeschlecht Rechberg von Hohenrechberg aus dem 12. Jahrhundert, das seit dem 13. Jahrhundert mehrere Linien bildete. Das Epitaph ist Ausdruck barocker Frömmigkeit und eine Geschichtsquelle in Stein für das Adelsgeschlecht der Rechberg von Hohenrechberg und für den Dreißigjährigen Krieg.

## Beschreibung des Epitaphs

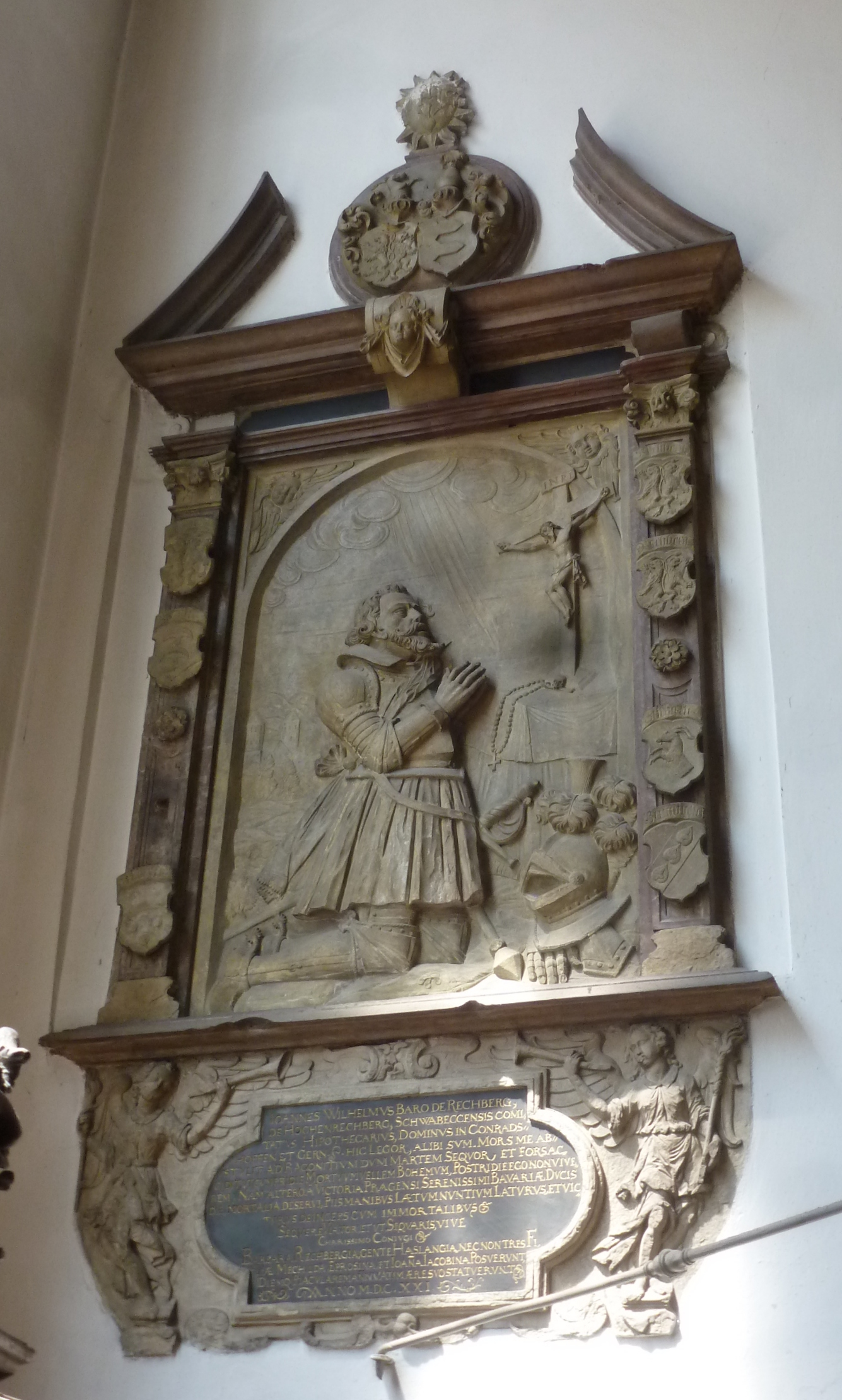
Epitaph für Johannes Wilhelm Rechberg von Hohenrechberg

Auftraggeber des Epitaphs war Frau Barbara von Rechberg, geborene Freiin von Haslang, mit ihren drei Töchtern Mechthild, Euphrosina und Johanna Jakobina.
Das Epitaph gliedert sich in drei Teile. Den Mittelteil des Epitaphs nimmt die Reliefdarstellung des Verstorbenen ein. Betend mit gefalteten Händen kniet er vor einem Altar, der mit einem Kruzifix und einem Rosenkranz geschmückt ist. Er ist im Dreiviertelprofil fast lebensgroß dargestellt, er trägt Rüstung, Helm und Eisenhandschuhe hat er vor dem Altar abgelegt. Den in einem Rundbogen gefassten Hintergrund bilden zwei Türme einer Burg unter wolkenverhangenem Himmel, durch den Sonnenstrahlen bis zum Beter und Altar dringen. Das Relief aus Solnhofener Kalkstein ist von einem architektonischen Rahmen aus Rotmarmor mit wappengeschmückten Pilastern umgeben. Gekrönt ist der Rahmen des Mittelteils mit einem Sprenggiebel, dessen Mitte das Allianzwappen des Verstorbenen und seiner Ehefrau auf einem runden Schild zeigt. Darüber befindet sich als Abschluss eine Sonne als Symbol für Jesus mit einem Herzen, drei Kreuzesnägeln, dem Kreuz und der Aufschrift IHS, den drei ersten Buchstaben des Namens Jesus in griechischen Großbuchstaben oder dem lateinischen Akronym für Iesum Habemus Socium – Wir haben Jesus als Gefährten. In der Sockelzone des Epitaphs weisen zwei Engel mit ihren Attributen, Posaune (beschädigt) und nach oben gerichteter brennender Fackel in den Händen, auf die christliche Vorstellung des Lebens nach dem Tod hin. In ihrer Mitte ist eine Kartusche mit der lateinischen Grabinschrift in goldgefasster Schrift auf dunklem Stein.

## Inschrift
IOANNES WILHELMUS BARO DE RECHBERG,

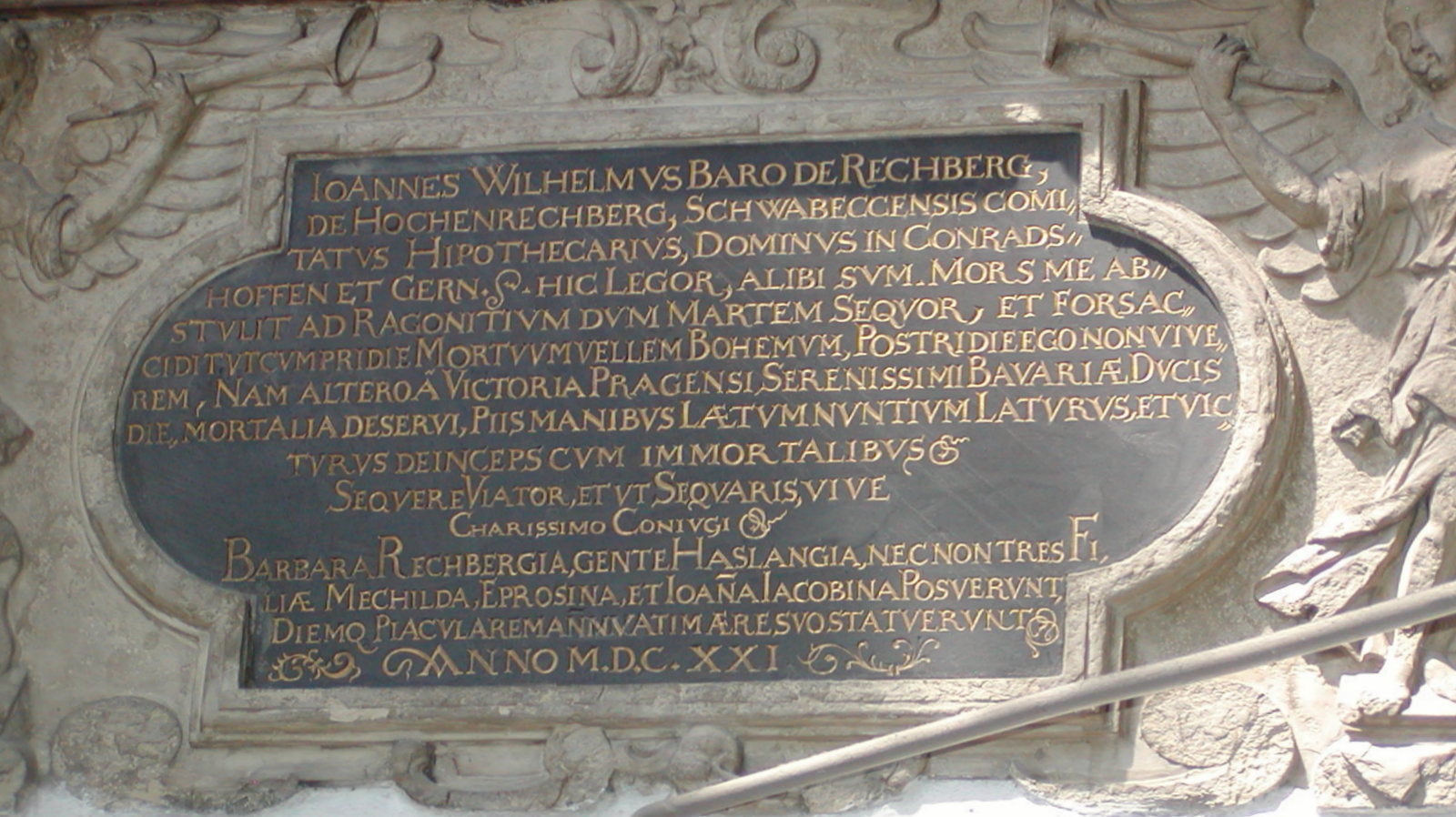
Inschrift am Epitaph für Johannes Wilhelm Rechberg von Hohenrechberg

DE HOCHENRECHBERG, SCHWABECCENSIS COMI

TATUS HIPOTHECARIUS, DOMINUS IN CONRADS-

HOFFEN ET GERN. HIC LEGOR, ALIBI SUM. MORS ME AB-

STULIT AD RACONITIUM, DUM MARTEM SEQUOR. ET FORS AC

CIDIT, UT, CUM PRIDIE MORTUUM VELLEM BOHEMUM, POSTRIDIE EGO NON VIVE

REM. NAM ALTERO A VICTORIA PRAGENSI SERENISSIMI BAVARIAE DUCIS

DIE MORTALIA DESERUI, PIIS MANIBUS LAETUM NUNTIUM LATURUS ET VIC

TURUS DEINCEPS CUM IMMORTALIBUS.

SEQUERE, VIATOR, ET UT SEQUARIS, VIVE.

CHARISSIMO CONIUGI

BARBARA RECHBERGIA, GENTE HASLANGIA, NECNON TRES FI

LIAE MECHILDA; EPROSINA ET IOAN(N)A IACOBINA POSUERUNT

DIEMQUE PIACULAREM ANNUATIM AERE SUO STATUERUNT.

ANNO M.D.C.XXI

Johann Wilhelm, Baron von Rechberg

zu Hohenrechberg, Pfandherr der Grafschaft

Schwabegg, Herr von Konradshofen und Gern.

Hier liest man von mir, woanders bin ich. Der Tod hat mich bei Rakonitz hinweggerafft,

während ich Mars folgte. Und der Zufall wollte es, dass ich,

als ich tags zuvor noch den Tod des Böhmen wünschte, tags darauf selbst nicht mehr lebte,

denn am Tag nach dem Sieg des durchlauchtesten bayerischen Herzogs bei Prag

verließ ich die sterbliche Welt, um die frohe Siegesnachricht den frommen Seelen der

Verstorbenen zu bringen und darauf zusammen mit den Unsterblichen zu leben.

Du wirst folgen, Wanderer, aber leb so, dass du folgen kannst.

Dem allerliebsten Gemahl setzten diesen Stein

Barbara Rechberg, geb. von Haslang, und die drei Töchter Mechthild, Euphrosina und

Johanna Jakobina, auf eigene Kosten veranlassten sie eine Jahrtagstiftung.

Das war im Jahr 1621
Den Todesort Rakonitz, die Todesumstände, das Todesdatum und seine Weltanschauung erfährt der Leser unmittelbar aus dem Mund des Verstorbenen, der in kunstvoller Rhetorik, in Antithesen und Anspielungen, die einschneidende Wende seines Schicksals aus der Ich-Perspektive schildert. Als Sterbedatum lässt sich so der 9. November 1620 erschließen, der erste Tag nach der Schlacht am Weißen Berg bei Prag im Dreißigjährigen Krieg, bei der der bayerische Herzog Maximilian I. das Heer der Katholischen Liga anführte und der Verstorbene noch mitkämpfte.

## Archivalische Quellen
Es liegt nahe, dass der verstorbene Johannes Wilhelm von Rechberg zu Hohenrechberg des vorliegenden Münchner Epitaphs mit den im Folgenden Genannten identisch ist. In der Sammlung von Anton Gindely, „Die Berichte über die Schlacht am Weissen Berge bei Prag“ findet man in der Liste der Gefallenen den Namen Rechberg als „Comes Rechbergensis“, sowie den Hinweis, dass „Herr von Rechberg … gestorben und zu Laun begraben“ sei. Eine weitere Quelle, „Schlesischer Zustand“ führt unter den gefallenen Kammerherren einen „Wilhelm von Hohenrechberg Fr.“

## Die Wappen
Das Allianzwappen im oberen Teil des Epitaphs setzt sich aus den beiden Wappen des Ehepaars zusammen. Der Wappenschild derer von Rechberg zeigt zwei Löwen, aufrecht Rücken an Rücken, wobei die beiden miteinander verschlungenen Schwänze der Löwen gleichsam die Mitte des Schildes bilden. Daneben befindet sich getrennt vom Wappen des Ehemanns der Wappenschild derer von Haslang, gespalten im sogenannten Eisenhutschnitt. Die Wappenschilde auf den Pilastern im Mittelteil des Epitaphs belegen die verwandtschaftliche Verflechtung mit anderen Adelsfamilien. Auf dem linken Pilaster hängen die Wappen der zum Stammbaum derer von Rechberg gehörenden Familien. Zusätzlich zu dem Wappen derer von Rechberg das Wappen der Herren vom Stain mit drei Wolfsangeln für die Mutter des Verstorbenen Ursula vom Stain und das Wappen derer von Freyberg mit drei (2:1) gestellten Kugeln für seine Großmutter mütterlicherseits Sibylla von Freyberg, ein Wappen ging verloren. Am rechten Pilaster hängen die Wappen aus dem Stammbaum derer von Haslang. Zwei Wappen derer von Rechberg, das Wappen derer von Zylhard mit Ziegenkopf und Rumpf für Mechthild von Zylhard, die Mutter seiner Ehefrau, und das Wappen derer von Gumppenberg mit drei Seerosenblättern auf spiegelverkehrten Schrägbalken für Scholastika von Zilhart, geborene von Gumppenberg, die Großmutter seiner Ehefrau mütterlicherseits(?).

## Epitaph seiner Ehefrau Freifrau Barbara von Rechberg

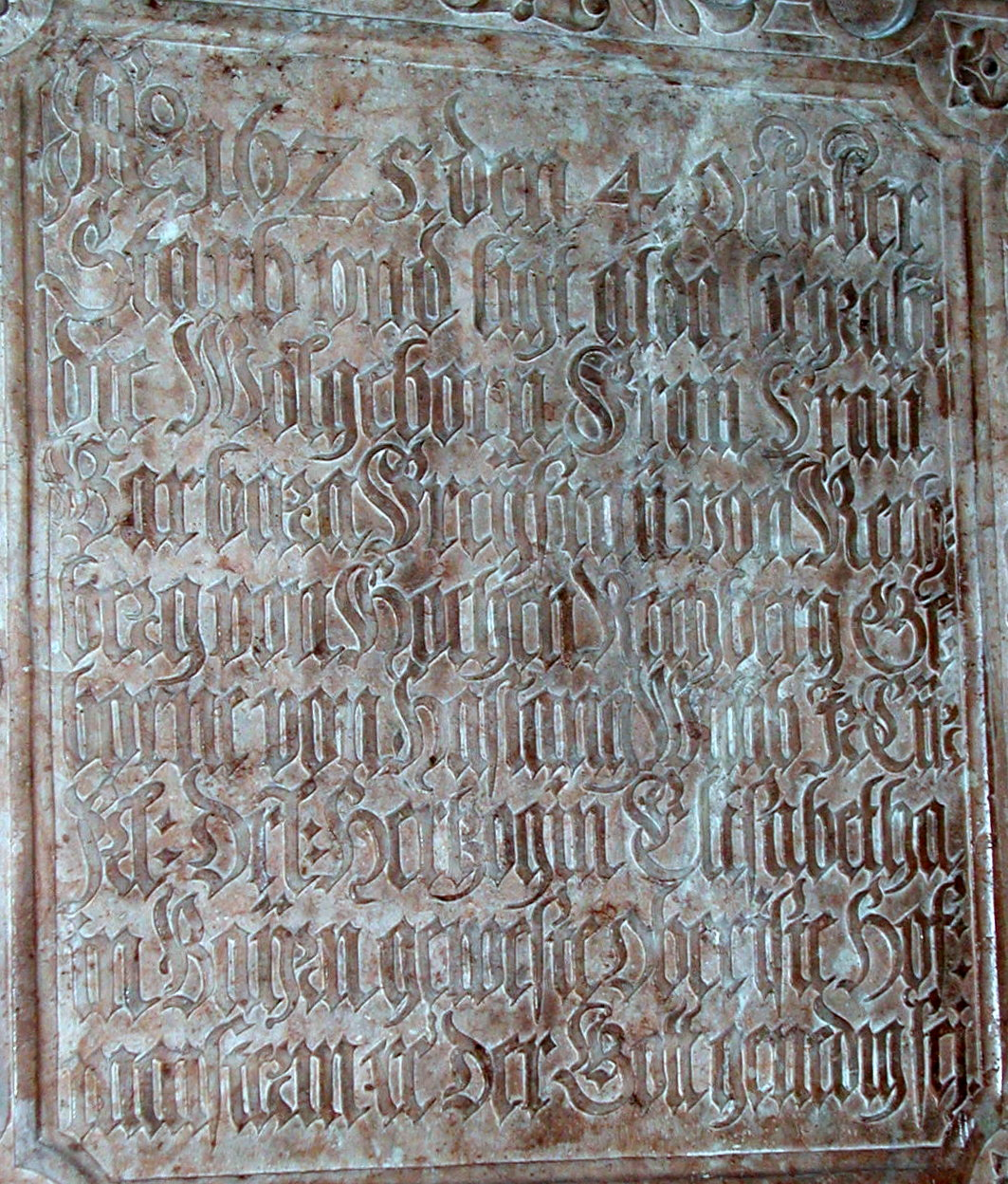
Epitaph für Barbara von Rechberg, geb. von Haslang

Das Epitaph befindet sich gegenüber dem Epitaph ihres Ehemannes an der Ostwand derselben Seitenkapelle.
Anno 1625, den 4. October

Starb und ligt alda begraben

Die Wolgeborn Frau Frau

Barbara Freyfrau von Rech

berg von HochenRechberg Ge

borne von Haslang Wittib I(h)r(er) Cur

f(ür)stl(ichen) D(u)r(ch)l(aucht) Herzogin Elisabetha

in Bayern geweste oberste Hof

maisterin, der Gott genedig sei
Barbara Freifrau von Rechberg von Hohenrechberg, geb. von Haslang, starb 1625 wenige Jahre nach ihrem Ehemann. Da Herzog Maximilian I. seit 1623 die Kurfürstenwürde hatte, starb sie als Obersthofmeisterin der Kurfürstin Elisabeth Renata von Lothringen, der ersten Ehefrau Maximilians I. von Bayern.

## Leben und familiäres Umfeld
Über das Leben des Verstorbenen und seiner Familie ist wenig überliefert. Aus seiner Ehe, die er mit Barbara von Haslang 1578 geschlossen hat, entstammten sieben Kinder. Vier starben bereits im frühen Kindesalter, die überlebenden drei Töchter heirateten in andere Adelshäuser ein. 1598 wurde er zum Reichsfreiherr von Rechberg erhoben. Nach Ausweis der vorliegenden Inschrift war er Pfandherr der Grafschaft Schwabegg und Herr in Konradshofen und Gern. Offensichtlich hatte er in Schwabegg und Konradshofen als Onkel die Nachfolge seines Neffen Wilhelm Leo, Graf zu Rechberg und Rothenlöwen, Freiherr von Hohenrechberg, angetreten, der Erbhofmeister in Ober- und Niederbayern, Herr zu Kronburg, Weißenstein und Kellmünz, Pfandherr der Grafschaft Schwabegg, Herr auf Konradshofen, Paumgarten und Jetzendorf und Herzoglicher bayerischer Kämmerer war. Wilhelm Leo war 1618 seinem Vater Wolf Konrad von Rechberg ein knappes Jahr nach dessen Tod 1617 ins Grab gefolgt.